# Echinococcus canadensis
Echinococcus canadensis ist ein parasitischer Bandwurm aus der Gattung Echinococcus und einer der Erreger der zystischen Echinokokkose, einer schweren zoonotischen Erkrankung des Menschen.

## Beschreibung
Echinococcus canadensis entspricht in seiner Morphologie dem dreigliedrigen Hundebandwurm (Echinococcus granulosus). Die Artengruppe um den dreigliedrigen Hundebandwurm wurde lange Zeit als eine Anzahl von Genotypen (G1 bis G10) dieser Art (Echinococcus granulosus sensu lato) betrachtet. Erst in jüngerer Zeit erfolgte nach phylogenetischen Untersuchungen die Beschreibung mehrerer Arten: Echinococcus granulosus sensu stricto (G1 bis G3), Echinococcus equinus (G4), Echinococcus ortleppi (G5) und Echinococcus canadensis (G6 bis G10). Diese Arten sind im Larvenstadium morphologisch gar nicht und als adulte Parasiten kaum zu unterscheiden. Eine Unterscheidungsmöglichkeit bietet neben der Genanalyse für einige Arten, wegen deren unterschiedlicher Antikörperprofile, ein ELISA. Darüber hinaus unterscheiden sich die Arten in Bezug auf ihre Zwischenwirte und, obwohl sie alle die zystische Echinokokkose verursachen können, ihre Infektiosität für den Menschen.

## Verbreitung und Wirte
Echinococus canadensis ist weltweit verbreitet. Es gibt jedoch Unterschiede zwischen den Genotypen bei den von ihnen befallenen Zwischenwirten und, davon abhängig, in der geografischen Verbreitung. Der Genotyp G6 (englisch camel strain) befällt vorrangig Kamele. Der Genotyp G7 (englisch pig strain) ist auf Schweine spezialisiert, menschliche Infektionen sind in Gegenden, in denen Schweine weder gehalten noch verzehrt werden, unbekannt. Die Genotypen G8 (englisch North American cervid strain) und G10 (englisch Fennoscandian cervid strain) befallen vorwiegend Hirsche in Nordamerika und Nordeuropa. Der Genotyp G9 (englisch variant pig strain oder human-pig strain) bevorzugt als Zwischenwirte wiederum Schweine. Hauptwirte aller Genotypen sind Hunde, namentlich Wölfe und Kojoten, aber auch Haushunde mit Zugang zu den Innereien toter Zwischenwirte.
Menschen sind stets Fehl-Zwischenwirte. Für den Genotypen G7 von Echinococcus canadensis wurde im Tierversuch nachgewiesen, dass er in Mäusen keine Zysten bildet.

## Epidemiologie
Von den Erkrankungen an zystischer Echinokokkose werden weltweit 77 Prozent vom dreigliedrigen Hundebandwurm (Echinococcus granulosus) und 22 Prozent von Echinococcus canadensis hervorgerufen. Das verbleibende Prozent ist den übrigen Arten der Gruppe zuzuordnen. Die Verteilung ist jedoch regional stark unterschiedlich. Bei einer retrospektiven Analyse von 104 Fällen der zystischen Echinokokkose in Österreich wurde festgestellt, dass 92 Prozent der in Österreich geborenen Patienten, 33 der erkrankten Migranten aus dem ehemaligen Jugoslawien, und kein Migrant türkischer Herkunft von dem Stamm G7 infiziert waren, der Schweine als Zwischenwirte befällt.

## Klinisches Bild einer Infektion
Es gibt Hinweise darauf, dass durch Echinococcus canadensis hervorgerufene Leberzysten kleiner als die von Echinococcus granulosus verursachten sind. Darüber hinaus wird von dem Stamm G6 wahrscheinlich häufiger das Gehirn befallen. Für Fälle der Infektion mit dem Stamm G7 wurden bei einer Untersuchung zurückliegender Fälle stets Zysten in der Leber und, in einem Fall, auch in der Lunge nachgewiesen. Die Zysten waren mit durchschnittlich 5,7 Zentimetern und maximal zehn Zentimetern Durchmesser nur etwa halb so groß wie die von Echinococcus granulosus.